# Hulk (revista em quadrinhos)
Hulk foi uma revista em quadrinhos publicada mensalmente, trazendo histórias originalmente publicada pela editora estadunidense Marvel Comics, distribuídas no Brasil pela Panini Comics. Diferente das edições americanas, que são todas publicadas individualmente, é costume no Brasil lançar as séries nos chamados "mix", contendo diversas edições originais em cada edição nacional. A série Hulk teve diversas encarnações no Brasil, através de diversas editoras, sendo a última a Panini.
O Golias Esmeralda teve as suas histórias publicadas em diversos títulos, no Brasil, Portugal e diversos outros territórios, aonde eram publicadas as histórias do título "The Incredible Hulk" que eram publicadas nos EUA. Freqüentemente, diversos outros títulos (de outros personagens) também eram publicados juntamente com o Hulk, como por exemplo: Thor, Namor, Motoqueiro Fantasma, Homem de Ferro, Capitão Marvel, Quarteto Fantástico, entre diversos outros. Em algumas ocasiões, as séries não prosseguiram em sua numeração por muito tempo (seja pela saída da editora no mercado, seja pelo cancelamento). Atualmente, Hulk não possui um título próprio, mas tem as suas histórias publicadas no Brasil através do título Universo Marvel publicado pela Editora Panini.

## Publicação pela EBAL

### Super X (1967-1972)
O Incrível Hulk apareceu pela primeira vez no Brasil em julho de 1967, no título SUPER X - DOIS SUPER HERÓIS SHELL - PRÍNCIPE SUBMARINO / O INCRÍVEL HULK #0, publicado pela Editora Brasil-América Limitada, mais conhecida como EBAL (concernente a edição Tales to Astonish #70), em formato americano (18 cm x 26 cm), preto e branco, com preço: NCr$ 0,50, sendo vendida nos postos de gasolina Shell. A partir de setembro daquele mesmo ano, a revista passou a ser publicada mensalmente, sem a menção à Shell na capa, até a edição #46, de junho de 1971. No mês seguinte, o título passou a ser bimestral até o seu cancelamento, em outubro de 1972, na edição #54.

## Publicação pela GEA

### O Incrível Hulk(1972)
A editora GEA passa a publicar o Incrível Hulk, no entanto, foram publicadas três edições em formato americano e coloridas.

## Publicação pela Bloch Editores

### O Incrível Hulk(1975-1976)
A editora Bloch acabou assumindo o título do Incrível Hulk, publicando mensalmente em formatinho, desta vez, colorido. Foram publicadas 16 edições até seu cancelamento.

## Publicação pela RGE

### O Incrível Hulk (1979-1982)
O Hulk foi encontrar nova casa editorial pela RGE, onde era publicado mensalmente em formatinho colorido. O Hulk foi publicado durante 48 edições, de fevereiro de 1979 a dezembro de 1982 (com 2 edições em dezembro de 1979), em uma dessas revistas(o incrível hulk #22) acontece a publicação da primeira aparição de wolverine, apesar do personagem já ter aparecido no brasil em publicações de X-MEN().

### Almanaque do Hulk (1980-1982)
A RGE também lançou, entre janeiro de 1980 e novembro de 1982, 9 edições de uma revista chamada "Almanaque do Hulk", sem periodicidade definida. As últimas 3 edições dessa série foram dedicadas aos X-Men, com pouquíssimas histórias do Hulk.

## Publicação pela Editora Abril

### O Incrível Hulk (1983-1997)
Novamente o Hulk muda de editora e passa a ser publicado pela editora Abril Jovem, onde teve sua fase mais duradoura, com 165 edições e um anual.
A revisto chegou a ter histórias em quadrinhos da franquia Star Wars, a primeira história foi publicada em O Incrível Hulk #25, a história era uma quadrinização de O Império Contra-Ataca.

### Super-Heróis Premium: Grandes Heróis Marvel (2000-2001)
Com o cancelamento de sua revista própria, o Hulk passa a compor, junto com outros heróis, o mix das revistas Marvel 97, Marvel 98, Marvel 99 e Marvel 2000. Com as reformulações editorais propiciadas pela editora Abril que resultou na Série Premium, o Hulk começou a ser publicado em Grandes Heróis Marvel.

## Publicação pela Panini Comics

### Paladinos Marvel (2002-2003)
A editora Panini desbanca a editora Abril e passa a ter o direito de publicação de todos os heróis Marvel, com isso, o Hulk passa a ser publicado em 2002 na revista Paladinos Marvel, que também possui pouca duração e é cancelada na 13ª edição, dando lugar às revistas Hulk & Demolidor e Justiceiro & Elektra.

### Hulk & Demolidor (2003-2004)
Há cerca de 5 anos o Hulk não tinha um título próprio no Brasil, e em Hulk & Demolidor o Golias Verde dava sinais de que poderia vir a ter um título próprio novamente no Brasil. Após 12 edições da revista Hulk & Demolidor ela é cancelada, e o Hulk passa a ter título próprio no Brasil, a partir de fevereiro de 2004.

### O Incrível Hulk (2004-2005)
O novo título, que também passou a abrigar as séries anteriormente publicadas em Quarteto Fantástico & Capitão Marvel, dura apenas 16 edições e é cancelado em abril de 2005. O Hulk então passa a fazer parte do mix da revista Universo Marvel, em publicação até o presente momento.

#### Séries
- Captain Marvel (#05-#06; #08; #10-#11; #14-#15)
- Fantastic Four (#01-#15)
- Fantastic Four Annual (#04)
- Incredible Hulk (#01-#16)

#### Edições
| Edição nacional | História 1          | História 2          | História 3                 | História 4          | Data de publicação |
| --------------- | ------------------- | ------------------- | -------------------------- | ------------------- | ------------------ |
| #01             | Incredible Hulk #44 | Incredible Hulk #45 | Fantastic Four #51         |                     | fev 04             |
| #02             | Incredible Hulk #46 | Incredible Hulk #47 | Fantastic Four #52         |                     | mar 04             |
| #03             | Incredible Hulk #48 | Incredible Hulk #49 | Fantastic Four #53         |                     | abr 04             |
| #04             | Incredible Hulk #50 | Fantastic Four #54  | Fantastic Four Annual 2001 |                     | mai 04             |
| #05             | Incredible Hulk #51 | Fantastic Four #60  | Captain Marvel #19         |                     | jun 04             |
| #06             | Incredible Hulk #52 | Fantastic Four #61  | Captain Marvel #20         |                     | jul 04             |
| #07             | Incredible Hulk #53 | Fantastic Four #62  | Fantastic Four #63         |                     | ago 04             |
| #08             | Incredible Hulk #54 | Fantastic Four #64  | Captain Marvel #21         |                     | set 04             |
| #09             | Incredible Hulk #55 | Fantastic Four #65  | Fantastic Four #66         |                     | out 04             |
| #10             | Incredible Hulk #56 | Fantastic Four #67  | Captain Marvel #22         |                     | nov 04             |
| #11             | Incredible Hulk #57 | Fantastic Four #68  | Captain Marvel #23         |                     | dez 04             |
| #12             | Incredible Hulk #58 | Fantastic Four #69  | Fantastic Four #70         |                     | jan 05             |
| #13             | Incredible Hulk #59 | Fantastic Four #500 | Fantastic Four #500        |                     | fev 05             |
| #14             | Incredible Hulk #60 | Fantastic Four #501 | Captain Marvel #24         |                     | mar 05             |
| #15             | Incredible Hulk #61 | Fantastic Four #502 | Captain Marvel #25         |                     | abr 05             |
| #16             | Incredible Hulk #62 | Incredible Hulk #63 | Incredible Hulk #64        | Incredible Hulk #65 | mai 05             |

### Universo Marvel (2005-2010)
Mais uma vez sem título próprio no país, o Hulk passa a ser publicado regularmente em Universo Marvel, a partir de junho de 2005, e até dezembro de 2008, quando a série mensal do Hulk é substituída por Incredible Hercules. Uma nova série do Hulk é iniciada, sendo publicada por um breve período em Marvel Action, retornando a Universo Marvel em novembro de 2009. Até seu cancelamento na edição 58 em abril de 2010.

### Marvel Action (2009)
Após um curto hiato, uma nova série do Hulk é lançada, desta vez nas páginas de Marvel Action, a partir de maio de 2009. O reforço do Hulk, entretanto, não salva a revista do cancelamento, em outubro de 2009, encerrando sua breve participação no título e retornando para Universo Marvel.

### Universo Marvel (2010-presente)
O Hulk continua sendo publicado regularmente em Universo Marvel, a partir de maio de 2010, reiniciando a numeração da revista e agora com um mix maior de heróis.

## Publicações em outros países

### Série Norte-americana
A revista The Incredible Hulk durou apenas 6 números, mas o personagem conquistou fãs suficientes para que ele retornasse em 1964 na Tales to Astonish, dividindo espaço com o príncipe Namor (Submariner).
No ano seguinte, a identidade "secreta" do Hulk foi revelada ao mundo e, sem a ajuda de Rick Jones, o personagem passou a ser um brutamontes errante e incompreendido vagando pelo mundo, sempre em busca de paz. Ele voltou a ter sua revista própria em 1968, continuando a mesma numeração.
Mesmo sem Lee & Kirby criando suas histórias, o Hulk atingiu seu sucesso com o texto simples e direto de Gary Friedrich e a arte de Herb Trimpe e Marie Severin.
Depois, foi a vez de uma fase importante com roteiro de Bill Mantlo e arte de Sal Buscema, com o surgimento costumeiro de curiosos vilões a cada edição e mostrando o personagem sempre vagando em busca de paz, sem jamais encontrá-la. A fase escrita pelo Bill Mantlo é considerada pelos fãs as mais importantes e bem escritas do personagem, servindo de base para os escritores que sucederam o título, como Byrne e Peter David.
Porém, nada se comparou à breve seqüência escrita e desenhada por John Byrne. Neste período, o Gigante Esmeralda foi separado de seu alter ego Bruce Banner, que, finalmente, se casou com Betty Ross (sua, até então, eterna namorada e filha de seu principal perseguidor: General Thunderbolt Ross). Esta saga envolveu vários outros heróis da Marvel e deu uma real importância ao personagem coadjuvante Doc Samson.
Com a saída de Byrne do título, o Hulk voltou a ser cinza e, pouco tempo depois, seria a vez de Todd McFarlane assumir a arte ao lado de Peter David no texto.
Foi uma fase interessante que mostrou, entre outras boas histórias, um novo encontro entre o Hulk e o Wolverine num combate selvagem que deixou os leitores boquiabertos (a primeira vez que os dois haviam se enfrentado foi em Incredible Hulk #180, que, inclusive, marcou a primeira aparição do herói canadense Wolverine).
A entrada, em 1987, de Peter David nos roteiros foi, sem dúvida, um ponto alto na revista do Hulk. Dando toques bem-humorados ao personagem, que voltou a ser verde, ficou cinza de novo, ganhou inteligência, tornou-se uma espécie de mafioso e retomou seu "bronzeado" verde, entre outros artifícios criativos, o escritor tornou-se um dos prediletos dos leitores.
Após 10 anos escrevendo as aventuras do Gigante Esmeralda e, aparentemente, esgotadas suas idéias para o personagem, Peter deixou o título na edição #467, que, a partir daí, passou por várias equipes criativas e tem se mantido até os dias de hoje, com a Marvel sempre tentando resgatar as características originais do monstruoso herói.
Hoje, o monstro continua o mesmo do passado, e até gerando polêmicas na Internet, com algumas atitudes patrióticas, como carregar a bandeira dos Estados Unidos, após os atentados de 11 de setembro